# 113-я пехотная дивизия (вермахт)
113-я пехотная дивизия — тактическое соединение сухопутных войск вооружённых сил нацистской Германии периода Второй мировой войны.
Дивизия была уничтожена в ходе Сталинградской битве и вновь сформирована 21 марта 1943 года в оккупированной Франции.

## История формирования дивизии
21 ноября 1940 года одна треть 15-й пехотной дивизии состава была использована для формирования 113-й пехотной дивизии.
113-я пехотная дивизия была сформирована 10 декабря 1940 года в Графенвёре в Германии в XIII военном округе.
10 декабря 1940 года командование дивизией принял генерал-лейтенант Ернст Гюнцель.

## Боевой путь дивизии
Соединение было предназначено для предстоящего наступления на Восточном фронте в составе группы армий «Юг» генерал-фельдмаршала Герда фон Рундштедта и, оставаясь изначально в резерве, вступило в боевые действия с июля 1941 года в поддержку соединения СС «Лейбштандарт Адольф Гитлер».[1]

### Война против Советского Союза
Шаткое положение вермахта на Восточном фронте зимой 1941—1942 года заставило германское командование перевести большую часть имеющихся сил на восток; в январе 1942 года, следовательно, 113-я дивизия вернулась на русский фронт и было включено обратно в состав группы армий «Юг». Соединение было развернуто на линии Миуса, где немецкие войска отступили после эвакуации Ростова на Дону.[1]
Дивизия приняла участие в ряде сложных оборонительных боев, которые позволили парировать советское зимнее контрнаступление.[1]
Летом 1942 года 113-я пехотная дивизия была включена в состав 6-й армии генерала Фридриха Паулюса и вступила в бои во время операции «Блау», в ходе большого наступления в сторону Волги и Кавказа.
23 ноября 1942 года дивизия вместе с 6-й армией была окружена под Сталинградом.
По советским разведывательными данным 113-я пехотная дивизия вместе с 76-й пехотной дивизией входила в состав 8-го армейского корпуса.
Окружённая под Сталинградом 6-я немецкая армия и оперативно подчинённые ей соединения и части обороняли район протяжённостью почти 60 км с востока на запад и 30-35 км с севера на юг общей площадью около 1400 кв. км. Район был разделён на пять оборонительных секторов. За северо-западный сектор обороны нёс ответственность 8-й армейский корпус..

## Командиры
1-го формирования
- генерал-лейтенант Ернст Гюнцель (нем. Ernst Güntzel) (10 декабря 1940 года — 4 июня 1941 года);
- генерал-лейтенант Фридрих Зикволф (нем. Friedrich Zickwolff) (4 июня 1941 года — 10 мая 1942 года);
- генерал-лейтенант Ганс Фридрих Сикст фон Армин (нем. Hans-Heinrich Sixt von Armin) (10 мая 1942 года — 20 января 1943 года)